# National Trust for Places of Historic Interest or Natural Beauty
La National Trust for Places of Historic Interest or Natural Beauty (en català «Fundació nacional per llocs d'interès històric o bellesa natural») és una organització no governamental que vetlla pel manteniment i protecció d'indrets amb un interès històric especial. El seu lema resumeix ben bé l'objectiu: «Per sempre, per a tothom» (for ever, for everyone). Per poder realitzar aquest compromís la llei atorga al Trust el poder exclusiu de declarar una terra «inalienable». Tal propietat no es pot vendre o hipotecar contra els desitjos del Trust i per a qualsevol canvi cal un procediment parlamentari especial.
Va ser creada el 1895 i té un patrimoni (terres i edificis) a Gal·les, Anglaterra i Irlanda del Nord, l'Escòcia té una organització independent. El 2011 tenia un patrimoni de 250.000 hectàrees, 76 reserves naturals i uns cinquanta edificis, i més de 1260 quilòmetres de costa. És el propietari privat més gran del Regne Unit.
El concepte va inspirar la creació a Catalunya de la Fundació Territori i Paisatge el 1997 en el marc de l'Obra Social Caixa Catalunya.